# De Timpel fan Ids
De Timpel fan Ids, ook It Presintearblêd of Het Dienblad, is een van de Friese landschapskunstwerken van Ids Willemsma. Het staat op de kruin van de Zeedijk bij Marrum.
Willemse duidt het werk aan als It Presintearblêd, het is volgens de kunstenaar een presenteerblad dat de Waddendijk optilt en presenteert. Door de gelijkenis met een Grieks-Romeinse tempel wordt het in de volksmond aangeduid als De Timpel, De Timpel fan Ids en als It timpeltsje op de seedyk. Op Google Maps is het de Dijktempel.

## Aanleiding en plaatsing
Het werk is gemaakt in opdracht het Wetterskip Fryslân, ter gelegenheid van het op deltahoogte brengen van 66 kilometer zeedijk tussen de Afsluitdijk en Paesens. Het werd in oktober 1993 geplaatst op de Zeedijk ter hoogte van de Ozingaloane, vanwaar een houten trap naar het kunstwerk leidt. De locatie is een kleine twee kilometer ten noordwesten van Marrum en een kleine drie kilometer ten zuiden van de Waddenzee. Ids Willemsma noemt het een 'hommage aan de dijkbouwer die eeuwenlang de grond heeft opgeworpen om mens en dier tegen de onberekenbare zee te beschermen'. Het kunstwerk werd onthuld door commissaris van de Koningin Hans Wiegel.

## Beschrijving
De Timpel fan Ids bestaat uit een dak op twaalf pijlers. Deze verbeelden de twaalf Nederlandse provincies die door de deltahoogte beschermd worden tegen het water. Op het dak ligt tweehonderd ton klei als kruin van een stuk zeedijk. Het blad van honderd vierkante meter kleigrond heeft de vorm en afmeting van de oude zeedijk en op de klei groeit hetzelfde gras. Het werk is ter plaatse geassembleerd, maar Willemsma heeft de afzonderlijke metaaldelen zelf in vorm gebracht, zodat hier en daar afdrukken van zijn hamerslagen te zien zijn.
De afmetingen van het bouwwerk zijn afgeleid van de hoogte van de dijk en de dijkverzwaring. Het kunstwerk is even hoog als de nieuwe dijk, ongeveer 7,50 meter. De twaalf pijlers zijn vijf meter hoog, even hoog als de oude zeedijk: Twaalf vrouwelijke dragers tillen de kop van de zeedijk in de visie van Willemsma.
De rechthoekige pijlers lopen naar boven taps toe en staan aan de rand van een grondvlak van natuurstenen platen. In drie platen zijn in reliëf teksten en symbolen aangebracht, leesbaar met het gezicht naar de zee:
- bovenste plaat: een wapen dat lijkt op dat van het waterschap, maar met een afwijkende kroon, meer zoals het oude wapen van de Ommelanderzeedijk; eronder de tekst Waterschap Fryslân;
- middelste plaat: de reden van de plaatsing, de naam van de kunstenaar, de datum van de onthulling (6 oktober 1993) en de naam en functie van Wiegel, de onthuller;
- onderste plaat: de namen van het dijkbestuur en hun functies.

## Windturbines
Het beeld van bijna 400 ton staat in de open ruimte, met de overige bebouwing op grote afstand. In 1995 werd een actiegroep opgericht tegen de plaatsing van een aantal vijftig meter hoge windturbines op zeshonderd meter afstand van het kunstwerk. De groep voerde actie onder het motto 'De Timpel moat de romte ha', maar een jaar later verleende de provincie toch een bouwvergunning. In 1997 stelde de Raad van State de kunstenaar in zoverre in het gelijk dat de omgeving beschouwd moet worden als een essentieel onderdeel van een kunstwerk. Niettemin zijn er acht windturbines gebouwd in de Nijkerkerpolder tussen de tempel en Marrum. Ze staan op 600 tot 1100 meter afstand, op een lijn die de Ozingaloane haaks kruist.

## Schade, onderhoud en herstel
In 2018 werd duidelijk dat de dakplaten en palen op enkele plaatsen waren verroest. In 2019 werd het monument opgeknapt. Daarbij werd de grond vernieuwd en kreeg het tempeldak een nieuwe coating. De pijlers werden opnieuw gelast. Eind 2019 werd openbaar dat de naam van Wiegel weggehakt was; Willemsma noemde dat een misverstand, het waterschap sprak van vernieling.